# 克什米尔公主号事件
克什米尔公主号（英語：Kashmir Princess）是印度航空洛歇星座型民航機，註冊編號VT-DEP。1955年4月11日，克什米尔公主号執行包機任務，從中华人民共和国北京市經英屬香港飛往印度尼西亚雅加達，原定乘載中華人民共和國政府代表團前往萬隆參加亞非會議。途中于中午11点在香港啟德機場停留70分钟。停留期間，中華民國情报部门收买的一名机场清洁工将炸药安上飞机。飛機在接近印尼海岸時爆炸，機上共有19人，除3名機員生還外，11名乘客及5名機組人員罹難。由于周恩来应缅甸总理吴努邀请臨時改变路线，從昆明市至仰光停留后飛往耶加達，未能搭乘此机，所以此次刺杀行动失败。事後中華民國政府先是否认与这起炸毁民航客机的恐怖袭击有关，但隨著中華民國政府檔案的公開，事件最终真相大白。

## 事件
1955年4月，多個第二次世界大战後獨立的國家在印度尼西亚召開萬隆會議，中華人民共和國亦獲邀參加。由於當時中華人民共和國並沒有能夠飛往外國的民航飞機，因此向印度航空租用克什米爾公主號作包機服務運送代表團成員。从北京市起飞經英屬香港前往印尼耶加達，然後再往萬隆出席會議。原定會乘搭包機者包括國務院總理周恩來。中華民國國防部保密局（現為國防部軍事情報局）得悉後，決定在香港向包機放置炸彈。保密局在香港的特工，以港元60萬（一說為50萬）徵募得一名在機場負責飛機清潔的工人周駒行事。
與此同時，中华人民共和国政府亦收到匿名情報，称中华民国特工準備在途中执行破坏行动，但未含具体实施细节且无从查证，并不知道是向包機放置炸彈还是在机场直接刺杀要员。4月9日，周恩来指示通知新华社香港分社，并由中华人民共和国外交部向英驻华代办处交涉，要求英屬香港政府确保飞机和人员的安全。随后新華社香港分社将有关情况派专人转告印度航空公司驻港总经理，请他采取措施，防止破坏活动；并由新華社香港分社向港府交涉加強保安。此时中華人民共和國、印度和英屬香港三者对可能发生炸弹袭击均已知情，然后各有反应。
原定乘坐包機的代表團主要成員，都沒有上機。之后缅甸总理吴努邀请周恩来赴缅商谈其他事宜，周恩來因此临时改變行程，與代表團成員先前往緬甸，然後用另一架印航包機C-54“空中霸王”前往印尼。最終登上克什米尔公主号的11人多數為工作人員，包括新華社記者及攝影人員，另外有一名越南代表團工作人員，以及兩名外國記者。新華社香港分社社長黃作梅当时已经知情，亦在機上。
印度航空公司当时亦已经知情，认为在香港仅停留1小时多，问题不大，决定按计划执行航班，计划于中午抵达启德机场时全员下机至机场餐厅用餐，仅留机械师于机上值守，并要求所有人员离机时不得携带行李包裹。
1955年4月11日中午11時20分，克什米尔公主号由北京飛抵香港啟德機場。英屬香港政府雖然事先已有情報，機場內加強保安，但亦认为问题不大，机坪上仅派出一辆警车监视行李及乘客闸口。
周駒以机场正式清洁人员身份登机，并未引起任何一方怀疑，成功將經過偽裝成牙膏的計時炸彈帶上飛機，並將之裝置在機艙內右面接近機輪的隱蔽處。飛機停留一小時後，由于没有明显迹象显示客机真的受炸弹威胁，航班亦被允许離開香港，飛往印尼耶加達。下午6時半左右，克什米尔公主号發出求救訊號，機長指聽到爆炸聲，機艙內有煙，第三號發動機起火。飛機試圖在水面迫降，但液壓及電力系統失靈，而且濃煙進入駕駛艙。最終飛機下水時機翼先著水，撞毀在印尼對開海面，距離耶加達只有一小時半的航程。機上除3名機員獲救外，其餘16人罹難。克什米爾公主號沉於大納土納島西岸外海水深36呎處，英國海軍應印度要求，派巴福德號打撈。
事件發生後，中華人民共和國政府向英屬香港政府提出照會，指港府在事先得到警報下，仍未能夠保障飛機安全，負有責任，要求嚴辦兇手。經過調查，最後放置炸彈的周駒於1955年5月18日返回台灣。香港警方表示，逮捕令上的人名為周子明，已於1955年5月18日飛往台灣，該人有三個別名。港府發出通緝令，但無法引渡其回港。而因中华人民共和国一方未知情报由谁发出，没有具体细节，且当时无从查考事件在香港的主謀，中华民国國防部保密局的特务趙斌成則因為證據不足而不被起訴，只被驅逐回台灣了事。同时港府迫于压力捣毁了中华民国保密局在香港的十余个情报据点，并宣布事件为恐怖袭击事件，不放棄追訴。事後中華民國政府檢討該事件，認為是情報洩漏導致。而另一受害者印度方面当时放弃了对此事的深究，包括对实施者的经济索赔和刑事诉讼，有认为是受到第三方压力所致。

## 遇难人员名单
解密档案显示，包括机组人员在内，共有16名中外人士遇难，其中包括8名中外记者。
- 沈建图：新华社对外新闻编辑部主任
- 黄作梅：新华社香港分社社长
- 李丙衡（李平）：新华社对外新闻编辑部记者
- 杜宏：广播事业管理局对外广播部副主任
- 郝凤格：中央新闻记录电影制片厂摄影员
- 钟步云：总理司机
- 石志昂：对外贸易部三局副局长
- 李肇基：外交部情报司科员（拟提副科长）
- 王明芳：越南代表团工作人员
- 严斐德：奥地利记者
- 斯塔来茨：波兰记者

1955年，遇难中華人民共和國籍人员家属获得了《革命牺牲工作人员家属光荣纪念证》。1956年4月，遇难一周年之际，中华人民共和国政府在北京八宝山革命公墓树立了纪念碑。周恩来亲笔题辞：“参加亚非会议死难烈士公墓”。

## 外部連結
- ASN航空意外資料庫（页面存档备份，存于）（英文）
- 新华网 - 追忆“克什米尔公主号”事件 （页面存档备份，存于）（简体中文）